# インターナショナル・アソシエーション (野球)
インターナショナル・アソシエーション（英：International Association for Professional Base Ball Players）は、19世紀の1877年から1880年と、1888年から2年間運営されていたと考えられている、アメリカ合衆国とカナダにまたがるプロ野球リーグ。一部の野球史研究家は、北米の野球史で最も古いマイナーリーグと位置づけている。

## 歴史・運営
リーグは1877年に創設され、初代の理事長には後にアメリカ野球殿堂入りしたキャンディ・カミングスが就任した。
当時制定されていたリーグの運用規則は概ね以下のようなものだった。
1. 球団はリーグへの参加費用として10ドルを支払う。
2. チャンピオンシップへの参加する場合は、上記に15ドルを追加して支払う。
3. ビジターチームの遠征費として、75ドルを保証する。
4. ゲームの入場料を25セントに設定する。

当初アメリカ合衆国とカナダのプロ野球チームが8球団参加してスタートし、その実力は1年先に発足していたナショナルリーグにも匹敵するものだったと言われている。しかし2年目の1878年に参加してリーグ戦で優勝したバッファロー・バイソンズや、シラキュース・スターズといったチームが、このリーグでの好成績を糧にナショナルリーグに移ってしまったことで、リーグの権威は下がってしまうことになる。同じ年に主要な球団だったロンドン・テカムセスもリーグから脱退し、リーグは翌1879年から「ナショナル・アソシエーション」(ナショナルリーグの前身にあたる全米プロ野球選手協会とは無関係)とリーグ名を変えて、1880年まで運営された。
1880年以降でインターナショナル・アソシエーションというリーグが存在していたと考えられているのは1888年と1889年の2年間で、これは上記のロンドン・テカムセスに所属し外野手として活躍したパッツィー・ドノバンの選手成績などに基づいている。

## 諸記録

### 1877年の参加チームと戦績
- ロンドン・テカムセス（London Tecumsehs）（ カナダ）：14勝2敗2分
- ピッツバーグ・アレゲニーズ（Pittsburgh Alleghenies）（ アメリカ合衆国）：13勝6敗
- ロチェスターズ（ニューヨーク）（The Rochesters）（ アメリカ合衆国）：10勝8敗
- マンチェスターズ（ニューハンプシャー）（The Manchesters）（ アメリカ合衆国）：9勝10敗
- コロンバス・バックアイズ（Columbus Buckeyes）（ アメリカ合衆国）： 9勝11敗2分
- ゲルフ・メープルリーフス（Guelph Maple Leafs）（ カナダ）：4勝12敗
- リン・ライブオークス（Lynn Live Oaks）（ アメリカ合衆国）：1勝9敗

### 著名な選手など
- フレッド・ゴールドスミス：1876年から1878年までロンドン・テカムセスで投手をつとめ、カーブを武器に活躍した。
- バド・ファウラー：1878年にリン・ライブオークスで投手をしていた。アフリカ系アメリカ人最初のプロ野球選手とされている。